# Fleuriel
 Fleuriel  là một xã ở tỉnh Allier thuộc miền trung nước Pháp.